# Yiannoulaíika
Yiannoulaíika (Gianoulaiika) är en ort i Grekland.   Den ligger i prefekturen Nomós Argolídos och regionen Peloponnesos, i den sydöstra delen av landet, 80 km sydväst om huvudstaden Aten. Yiannoulaíika ligger 248 meter över havet och antalet invånare är 131.
Terrängen runt Yiannoulaíika är kuperad. Runt Yiannoulaíika är det ganska glesbefolkat, med 23 invånare per kvadratkilometer. Närmaste större samhälle är Nafplion, 15,4 km väster om Yiannoulaíika. 